# Тотоєскул Макарій Васильович
Тотоєскул Макарій Васильович (19.03.1872, Іспас — 1938, Чернівці) — український учитель, залізничний службовець, член української ліквідаційної комісії у Відні, сотник УГА.

## Біографія

### Родина та навчання
Народився в с. Іспас, повіт Вижниця (тепер Вижницького р-ну Чернівецької обл.) в сім'ї резеша (дрібного шляхтича) Василя Тотоєскула та Ганни, уродженої Продан з Неполоківців, повіт Кіцмань. Батько Тотоєскула В. М. та Тотоєскула Н. М. В 1884/1885 навчальному році навчався в 1-му класі Чернівецької вищої державної гімназії, згодом навчався в державній учительській семінарії в Чернівцях, де в  07.1892 р. склав матуральні іспити. 
Працював помічником учителя. В 09.1894 р. іменований тимчасовим учителем в Іспасі. З 1896 р. учитель в с. Слободзія Банилів повіт Вижниця (тепер Вижницького р-ну Чернівецької обл.). Був одружений з Адольфіною, уродженою Куліцькою, римо-кат. віросповідання, дочкою власників крамниць взуття в Чернівцях, Учителюючи в Іспасі та поблизьких селах мешкав з дружиною на родинному обійсті Тотоєскулів (буд. № 164 в Іспасі), де й народилися його обидва сини Володимир і Нестор. В 07.1914 р. міністерство внутрішніх справ визнало належність до австрійського лицарського стану Макарія Тотоєскула як прямого і шлюбного нащадка стародавного молдавського боярського роду. Згідно з рішенням Крайового виділу Буковини від 27.07.1914 р. М. Тотоєскул  та його нащадки отримали право використовувати шляхетський придомок до свого прізвища Ritter von.

### Служба на залізничній станції
З 03.1899 р. поступив добровольцем на службу на залізничній станції Іцкани біля Сучави на Південній Буковині (тепер Румунія). З 05.1900 р. іменований Станіславською дирекцією залізниць аспірантом-добровольцем в Іцканах. З 01.1903 р. іменований асистентом залізниць на станції Руда, в 1904 р. на станції Лужани, в 1905—1906 рр. на станції Милішівці, в 1907—1908 рр. на станції Фольксґартен в Чернівцях. В 10.1908 р. переведений на роботу асистента на станцію Чернівці. З 07.1909 р. іменований ад'юнктом залізниць в Чернівцях.  З 01.1915 р. іменований інспектором на станції Чернівці, в 1916 р. переведений інспектором на станцію Фольксґартен в Чернівцях, де він пропрацював до 1918 р. Працюючи на різних буковинських залізничних станціях, мешкав в службових приміщеннях цих станцій. В Чернівцях напередодні Світової війни мешкав за адресою Шітценґассе, 7а, згодом Штайнґассе, 12.

### Військова служба
Військову службу розпочав однорічним добровольцем, унтер-офіцером резерву. В 12.1893 р. іменований лейтенантом піхоти в резерві 41-го полку піхоти. З 11.1902 р. переведений в неактивний стан лейтенантом 22-го полку піхоти  крайової оборони «Чернівці». З 05.1917 р. іменований обер лейтенантом піхоти 22-го полку стрільців крайової оборони в резерві. Нагороджений бронзовою пам'ятною ювілейною медаллю для збройних сил і для жандармерії, ювілейним хрестом для цивільних службовців.
Після розвалу Австро-Угорської монархії став на службу в українську армію як поручник УГА. За дорученням уряду ЗУНР виїхав в 11.1918 р. до Києва, а в 12.1918 р. до Відня, де працював в українській ліквідаційній комісії. З 01.03.1919 р. іменований сотником піхоти при Ліквідаційній комісії у Відні.  

### Останні роки життя
Привізши в Чернівці тіло померлого в Клужі старшого сина Нестора, спорудив родинну гробницю Тотоєскулів в кварталі № 33 Руського цвинтаря в Чернівцях, в яку переніс з гробівця Куліцьких і прах молодшого сина Володимира. В 1920-х-1930-х рр. усамітнено мешкав в с. Іспас. Похований в Чернівцях на Руському цвинтарі в родинному гробівці під німецькомовним написом: «Macarius R. v. Totoescul. Insp. C. F. R. ✵ 1872 — ✝ 1938».